# Echiniscus arthuri
Espèce
Echiniscus arthuri est une espèce de tardigrades de la famille des Echiniscidae. 

## Distribution
Cette espèce est endémique de Nouvelle-Zélande.

## Publication originale
- Pilato, Binda & Lisi, 2005 : Remarks on some Echiniscidae (Heterotardigrada) from New Zealand with the description of two new species. Zootaxa, no 1027, p. 27–45.